# 25 or 6 to 4
25 or 6 to 4 är en rocklåt av musikgruppen Chicago. Låten skrevs av gruppens keyboardist Robert Lamm och utgavs både på gruppens andra studioalbum Chicago och i nedkortad version som singel. Sångare på inspelningen är Peter Cetera. Låten blev en internationell hit, och är en av gruppens signatursånger.
Låttiteln har gett upphov till olika spekulationer om vad den egentligen handlar om. Lamm har förklarat att låttiteln beskriver den tid på dygnet då han skrev låten, det vill säga 25 eller 26 minuter i fyra på morgonen, och att låten också handlar om att skriva en låt mitt i natten.

## Listplaceringar
| Lista (1970)   | Position              |
| -------------- | --------------------- |
| Australien     | 6 (Go Set)            |
| Finland        | 33                    |
| Frankrike      | 3                     |
| Irland         | 13                    |
| Kanada         | 2 (RPM)               |
| Nederländerna  | 8                     |
| Norge          | 6 (VG-lista)          |
| Spanien        | 12                    |
| Storbritannien | 7 (UK Singles Chart)  |
| Sverige        | 6 (Tio i topp)        |
| USA            | 4 (Billboard Hot 100) |
| Västtyskland   | 22                    |